# Terry Goodkind
Terry Goodkind (Omaha, Nebraska, 1948. május 1. – 2020. szeptember 17.) amerikai író. Az igazság kardja fantasy könyvsorozatnak és annak kortárs folytatásának (The Law of Nines) szerzője.

## Élete
1948-ban Omahában született. 1983-ban feleségével Jerivel Maine-be, később pedig Lake Las Vegasba költöztek.
Goodkind diszlexiás volt, ami kezdetben eltántorította az írástól. Írói pályája előtt festőként a tengeri élővilágot örökítette meg, majd adta el festményeit galériákban. 1993-ban kezdte el írni Az első szabály-t, aminek 1994-es megjelenésével írói pályája is elkezdődött.

## Karrier
Első könyve, Az első szabály 1994-ben jelent meg, aminek 275.000$ bevétele lett.
Később még megjelent tizenegy másik regénye és egy novellája. Minden könyve - kivéve Az első szabály-t és a Könnyek Kö-vét – felkerült a The New York Times Best Seller listájára. A Futótűz 3. volt 2005 januárjában, a Fantom 2006 augusztusában 1., míg Az Inkvizítor 2007 novemberében 2.
Az Igazság kardja sorozatának 12 könyvéből 25 millió példányt adtak el és több mint húsz nyelvre fordították le.

## Művei

### Könyvei
Az Igazság kardja könyvsorozat (a magyar megjelenésnél a könyveket további részekre bontották a hosszúságuk miatt):
- 1. Az első szabály; fordította: Pál Dániel, Tóth Roland; Excalibur, Szeged, 1999
  - 1. Az igazság keresője
  - 2. A népek palotája
- 2. A Könnyek Köve, 1-3.; Excalibur, Szeged, 2000 
  - 1. Sötét árnyak ébredése; fordította: Ottohál Andrea
  - 2. A halálhozó; fordította: Ottohál Andrea, Illyés Szabolcs
  - 3. A kard varázslója; fordította: Illyés Szabolcs, Tóth Roland
- 3. A Falka Vére
  - 1. – A Prelátus gyűrűje
  - 2. – Az Álomjáró
  - 3. – A Varázslók Tornya
- 4. A Szelek Temploma
  - 1. – A vörös hold
  - 2. – A prófécia
  - 3.. – A Jocopó Kincs
- A tűz lelke, 1-3.; Excalibur–E. M. K., Szeged, 2004 (Excalibur könyvek)
  - 1. A mágia tolvajai 
  - 2. Birodalmi strázsák
  - 3. Három harmónia
- A bukottak hite, 1-3. Excalibur, Szeged, 2007 (Excalibur könyvek)
  - 1. A Halál Úrnője
  - 2. Acél az acél ellen
  - 3. A Boszorkánymester
- A Teremtés Oszlopai, 1-3.; Excalibur, Szeged, 2007 (Excalibur könyvek)
  - 1. Démoni suttogás
  - 2. Jagang orgyilkosa
  - 3. A Rahl-egyensúly
- Védtelen birodalom, 1-3.; Excalibur, Szeged, 2007 (Excalibur könyvek)
  - 1. Az árny
  - 2. Túl a prófécián
  - 3. A nyolcadik szabály
- 9. Futótűz
  - 1. – A halál érintése
  - 2. – A Vérszörny
  - 3.. – Négyfejű vipera
- Fantom, 1-3.; Excalibur, Szeged, 2008 (Excalibur könyvek)
  - 1. A mágia romlása
  - 2. Baraccus hagyatéka
  - 3. Jagang fogságában
- 11. Az Inkvizítor
  - 1. – A sötétség serege
  - 2. – Az Élet Játéka
  - 3. – Az Igazság kardja
- 12. The Omen Machine (külföldi megjelenés: 2011 augusztus)
- Az adósság csontjai (novella)
- The Law of Nines

### Megfilmesítés
Az Igazság kardja könyvsorozat alapján készült sorozat A hős legendája (Legend of the Seeker) Amerikában 2008. november 1-jén indult. Az ABC amerikai csatornán futott a sorozat, ami két évadot ért meg, mivel 2010 májusában nem rendelték be a 3. évadot.

## Fordítás
- Ez a szócikk részben vagy egészben  a   Terry Goodkind című angol Wikipédia-szócikk fordításán alapul.  Az eredeti cikk szerkesztőit annak laptörténete sorolja fel. Ez a jelzés csupán a megfogalmazás eredetét és a szerzői jogokat jelzi, nem szolgál a cikkben szereplő információk forrásmegjelöléseként.